# Surge glaciaire
Pour les articles homonymes, voir Surge.
Ne doit pas être confondu avec Crue glaciaire ou Jökulhlaup.

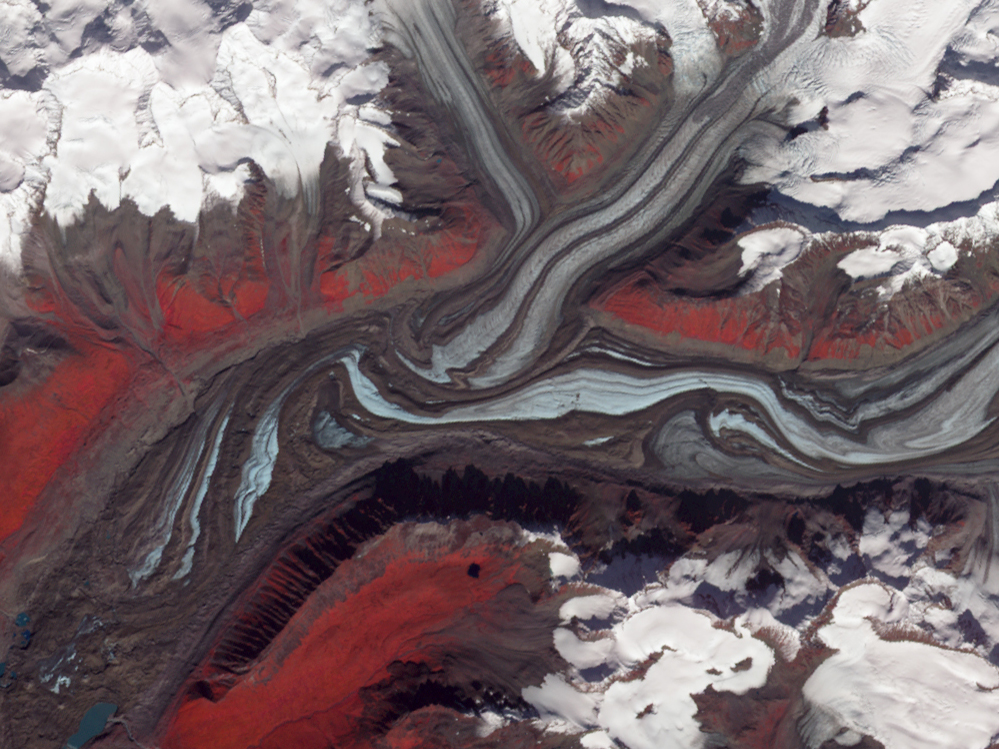
Image satellite en infrarouge (végétation en rouge) du glacier Susitna en Alaska après la surge glaciaire du glacier tributaire venant de sa rive droite.

Une surge glaciaire est un phénomène glaciaire brutal et bref qui consiste en une accélération très importante (typiquement 10 à 1 000 fois sa vitesse classique pendant quelques mois ou années) de l'écoulement d'un glacier. Ce phénomène est associé à un transport de masse de glace d'une zone réservoir à une zone de dépôt en aval. Une surge cause souvent, mais pas systématiquement, une avancée de la position du front du glacier. Les surges font partie des instabilités de l'écoulement des glaciers, dont le spectre est continu[pas clair].

## Caractéristiques
Les surges glaciaires sont souvent périodiques (intervalle usuel de 10 à 100 ans entre deux surges). Les surges ont lieu sur environ 1 % seulement des glaciers dans le monde et ces glaciers sont regroupés en diverses régions précises correspondant à certaines caractéristiques climatiques : principalement dans le Svalbard, le grand nord canadien, au Groenland, en Alaska et dans certains massifs des Hautes Montagnes d'Asie (Karakoram, Pamir...).
Le phénomène reste mal connu bien que plusieurs mécanisme aient été observés, et différentes théories ont été proposées,. L'hydrologie sous-glaciaire joue un rôle très important dans un certain nombre d'évènements de surge, ainsi que pour les glaciers froids un changement de régime thermique. Une masse critique de glace accumulée semble être nécessaires sur certains glaciers pour déclencher une surge. La nature de la base du glacier (dépôt sédimentaire, etc.) pourrait jouer aussi un rôle.
Une fois la surge terminée, on assiste en général à une fonte temporaire importante de la masse apportée par la surge, conduisant souvent à un recul du glacier jusqu'à un prochain équilibre ou une autre surge.
Il ne faut pas confondre surge glaciaire et jökulhlaup.

## Exemples

### Surge du glacier Kutiãh
La surge glaciaire s'est produite en 1953 au Pakistan dans la vallée de même nom et a donné naissance au glacier Kutiãh le 21 mars en trois mois seulement à la faveur de la réunion de trois glaciers dans une vallée commune. La vitesse du glacier Kutiãh était de 113 mètres par jour en moyenne.
Dans un premier temps, seuls quelques champs détruits ont été à déplorer. Mais lorsque le glacier Kutiãh a barré la vallée Stak en mai 1953, il a créé un lac qui a obligé les habitants en contrebas à évacuer.
Le glacier Kutiãh a continué à avancer jusqu'au 11 juin 1953, date à laquelle il occupait les 12 kilomètres de la vallée Kutiãh et 2,5 kilomètres de la vallée Stak. Il a ensuite régressé très rapidement.
La surge aurait été provoquée par des apports de neige sous forme d'avalanches sur les trois glaciers qui ont donné naissance au glacier Kutiãh. Ces apports de neige ont déséquilibré les glaciers qui sont entrés en surge et se sont ensuite rééquilibrés.

### Surge du glacier Variegated
Le glacier Variegated est situé en Alaska. La surge s'est produite au début de l'année 1982 et s'est poursuivie jusqu'en 1983 à raison d'une avancée de 80 mètres par jour pour le front du glacier.
Le glacier est dit « tempéré » (sa glace est proche du point de fusion) et il avait déjà connu d'autres surges (1906, fin des années 1920, 1947, 1964-1965). Il était sous observation depuis de nombreuses années et des forages ont permis de démontrer le lien entre pression interne de l'eau et vitesse d'avancée du glacier.
Dans une première phase, seule la surface du glacier s'est déplacée (10,4 mètres par jour) puis à partir d'octobre 1982, c'est l'ensemble du glacier qui s'est mobilisé (65 mètres par jour pour le glacier, 80 mètres par jour pour le front du glacier).

### Surge du glacier Hubbard[11]
Le glacier Hubbard est aussi situé en Alaska et la surge s'est produite en 1986.
Au printemps 1986, le glacier a commencé à avancer à raison de 34 mètres par jour (cent fois la vitesse normale) jusqu'à boucher l'accès à la mer du fjord Russel. L'eau de fonte s'est accumulée dans le fjord et le niveau de l'eau a augmenté de dix mètres ce qui a noyé les rives et fait baisser la salinité des eaux du fjord. La faune et la flore marine emprisonnées commencèrent à péricliter faisant craindre un désastre écologique.
Le glacier a continué à avancer jusqu'en juillet puis il a régressé. La surge aurait pu être provoquée par une « lubrification » du glacier avec des eaux de fonte.